# 太陽と乙女
『太陽と乙女』（たいようとおとめ）は、森見登美彦によるエッセイ集。

## 概要
本作は森見がデビューから14年に渡り各種媒体で発表したエッセイの集大成で、創作秘話や影響を受けた本・映画、京都・奈良の話題、富士登山体験、台湾連載エッセイや秘蔵日記の特別書き下ろしなど全90篇が収録されている。
2017年11月22日に新潮社より単行本が刊行され、2020年6月24日には新潮文庫版が刊行された。
文庫本には（1）マンガ版『太陽の塔』に寄せたあとがき、（2）西東三鬼『神戸・続神戸』に寄せた文庫解説と、特別付録的な意味で「このエッセイはフィクションです」という長めのあとがきを追加している。

## 制作背景
森見は小説執筆と並行して、14年にわたりさまざまな媒体でエッセイを書き続けており、エッセイ集の刊行について「そろそろ出す時期かな」と考え、これまで書き溜めたものをまとめることを決意した。しかし、いざ集めてみると、予想以上に量が多くなり、最終的には400ページを超えるボリュームの本に仕上がった。
森見は当初、エッセイを書くことに対して苦手意識を持っており、「どう書けばいいのかわからない」と悩んでいた。小説は登場人物を通じて表現できるが、エッセイは自分自身の言葉として責任を持たなければならず、それがプレッシャーとなっていた。また、初期のエッセイは「読者を笑わせなければ」という意識が強く、無理をしているように感じるものもあった。一方で、本書を刊行当時は逆に真面目なことを言おうとする傾向があり、そのバランスに苦慮していた。
森見は、東京から奈良へ拠点を移したことが自身の執筆に影響を与えたと考えており、特に台湾の小説誌に連載した「空転小説家」の執筆時期は、真面目に悩んでいた時期で、その内面が反映されている。また、過去のエッセイを読み返すことで、自身の変化や成長を再認識し、デビュー当時の初心を思い出すこともあった。さらに、エッセイには妻との日常や夫婦関係についても触れられており、その穏やかな暮らしぶりがにじみ出ている。
本作には、奈良を題材にした「ならのほそ道」やデビュー前後の日記も収録され、森見のこれまでの歩みが詰まっている。エッセイの内容は、ユーモラスなものから真面目なものまで幅広く、読者にとって「眠る前に気楽に読める本」として楽しめることを願っている。森見自身は、「エッセイについてはまだ悟りの道半ば」と語りつつ、今後も執筆を続け、より良いエッセイを書いていく可能性を示唆している。

## 書誌情報
- 単行本：新潮社、2017年11月22日発売、ISBN 978-4-10-464505-3[1]
- 文庫本：新潮文庫、2020年06月24日発売、ISBN 978-4-10-129055-3[2]

| （1）登美彦氏、読書する                     | わけいっても本の山                                                                   | 『本の旅人』2005年5月号 角川書店                                                 |
| （1）登美彦氏、読書する                     | 私の青春文学                                                                         | 『小説 野性時代』vol.25 2005年12月号 角川書店                                    |
| （1）登美彦氏、読書する                     | 車中の異界                                                                           | 『小説 野性時代』vol.48 2007年10月 角川書店                                      |
| （1）登美彦氏、読書する                     | 本を読む人、並べる人                                                                 | 『新刊展望』2008年10月号 日本出版販売                                            |
| （1）登美彦氏、読書する                     | 朗読していた頃                                                                       | 『本の旅人』2012年12月 角川書店                                                  |
| （1）登美彦氏、読書する                     | あんなにどきどきしたのはなにゆえか?                                                  | 『マンガ・エロティクス・エフ』 2010年11月号 太田出版                             |
| （1）登美彦氏、読書する                     | 「オレンジの種五つ」と、憧れのパイプ                                                 | 『小説 野性時代』 2015年1月号 角川書店                                           |
| （1）登美彦氏、読書する                     | 四畳半の内田百閒                                                                     | 『小説 野性時代』 2016年1月号 角川書店                                           |
| （1）登美彦氏、読書する                     | 子どもの目の開き方                                                                   | 本上まなみ『めがね日和』解説 集英社文庫 2009年10月                               |
| （1）登美彦氏、読書する                     | 深泥池と深泥丘                                                                       | 綾辻行人『深泥丘奇談』解説 角川文庫 2014年6月                                    |
| （1）登美彦氏、読書する                     | 「こども」たち                                                                       | 綿矢りさ『憤死』 解説 河出文庫 2015年3月                                         |
| （1）登美彦氏、読書する                     | ニセモノのイキモノたちのホンモノの世界                                               | 北野勇作『カメリ』解説 河出文庫 2016年6月                                        |
| （2）登美彦氏、お気に入りを語る             | 私のとっておきシネマ                                                                 | 『小説推理』 2005年3月号 双葉社                                                  |
| （2）登美彦氏、お気に入りを語る             | 単純な応援 ツール・ド・フランス                                                      | 『小説すばる』 2006年2月号 集英社                                                |
| （2）登美彦氏、お気に入りを語る             | 思い出の映画                                                                         | 『小説現代』 2007年4月号 講談社                                                  |
| （2）登美彦氏、お気に入りを語る             | 私のこだわり                                                                         | 『本の旅人』2007年9月号 角川書店                                                 |
| （2）登美彦氏、お気に入りを語る             | すべてのアカダマは昭和へ通ず                                                         | 『パピルス』2007年12月号 幻冬舎                                                  |
| （2）登美彦氏、お気に入りを語る             | 子どもの頃の私は、「日曜日の昼は、将棋とルパン三世によって完成する」と思いこんでいた | 『熱風』 2009年2月号 スタジオジブリ                                              |
| （2）登美彦氏、お気に入りを語る             | 磨り減らない『砂の器』                                                               | 『小説すばる』 2013年2月号 集英社                                                |
| （2）登美彦氏、お気に入りを語る             | 最強の団子、吉備団子                                                                 | 『asta』 2013年7月号 ポプラ社                                                    |
| （2）登美彦氏、お気に入りを語る             | カレーの魔物                                                                         | 『GINGER L.』 2015年秋号 幻冬舎                                                  |
| （2）登美彦氏、お気に入りを語る             | 完璧なトンネル、イメージの国                                                         | 『ジブリの教科書12 千と千尋の神隠し』 文春ジブリ文庫 2016年3月                   |
| （3）登美彦氏、自著とその周辺               | 太陽の塔は「宇宙遺産」                                                               | 『月刊みんぱく』 2004年4月号 国立民族学博物館                                    |
| （3）登美彦氏、自著とその周辺               | ラブドール、その名はコーディリア                                                     | 『ユリイカ』2005年5月 青土社                                                     |
| （3）登美彦氏、自著とその周辺               | 濡れた英雄                                                                           | 『小説宝石』 臨時増刊 2005年10月号 光文社                                        |
| （3）登美彦氏、自著とその周辺               | お詫びしたい                                                                         | 『hon-nin』 2007年3月号 太田出版                                                 |
| （3）登美彦氏、自著とその周辺               | とりあえず、書く                                                                     | 『新刊ニュース』 2007年10月号 トーハン                                           |
| （3）登美彦氏、自著とその周辺               | この文章はぶっつけ本番で書くのである                                                 | 『yom yom』2008年7月 新潮社                                                      |
| （3）登美彦氏、自著とその周辺               | コミック版『夜は短し歩けよ乙女』へのコメント                                         | 夜は短し歩けよ乙女 (漫画) 巻末コメント ①2008年3月 ②2008年6月 ⑤2009年2月 角川書店 |
| （3）登美彦氏、自著とその周辺               | 舞台版『夜は短し歩けよ乙女』へのコメント                                             | 夜は短し歩けよ乙女 2009年4月 パンフレット                                        |
| （3）登美彦氏、自著とその周辺               | ぽんぽこ仮面に追われた私                                                             | 朝日新聞夕刊 2010年3月3日                                                        |
| （3）登美彦氏、自著とその周辺               | 内なる虎と再会するために                                                             | 『一冊の本』2013年6月 朝日新聞出版                                               |
| （3）登美彦氏、自著とその周辺               | 『詭弁 走れメロス』舞台化にあたってのコメント                                        | 舞台『詭弁 走れメロス』パンフレット 2012年12月                                   |
| （3）登美彦氏、自著とその周辺               | 『詭弁 走れメロス』再演にあたってのコメント                                          | 再演『詭弁 走れメロス』パンフレット 2016年4月                                    |
| （3）登美彦氏、自著とその周辺               | 京都と偽京都                                                                         | 『週刊朝日』2014年3月7日号 朝日新聞出版                                          |
| （3）登美彦氏、自著とその周辺               | 『有頂天家族』第二部刊行遅延に関する弁明                                             | 『パピルス』2015年4月号 幻冬舎                                                   |
| （3）登美彦氏、自著とその周辺               | 作家の字典「始」                                                                     | 『小説BOC』2016年秋号 中央公論新社                                               |
| （3）登美彦氏、自著とその周辺               | 旅先に忍び込む日常                                                                   | 東京新聞朝刊 2016年11月21日                                                      |
| （3）登美彦氏、自著とその周辺               | 或る四畳半主義者の想い出                                                             | 『四畳半神話大系公式読本』2010年6月 太田出版                                     |
| （4）登美彦氏、ぶらぶらする                 | 癒しの悪食                                                                           | 『別冊文藝春秋』20005年5月号 文藝春秋                                            |
| （4）登美彦氏、ぶらぶらする                 | この文章を読んでも富士山に登りたくなりません                                         | 『yom yom』2009年10月号 新潮社                                                   |
| （4）登美彦氏、ぶらぶらする                 | 東京ショート・トリップ 歩いても歩いても廃駅                                          | 『小説トリッパー』2010年秋季号 朝日新聞出版                                      |
| （4）登美彦氏、ぶらぶらする                 | 坂道でめぐる東京「山の手」散歩                                                       | 『CREA』2010年9月号 文藝春秋                                                     |
| （4）登美彦氏、ぶらぶらする                 | ひとりぼっちの鉄道 単行列車で陰陽の脊梁をゆく                                        | 『旅と鉄道』2012年5月号 イカロス出版                                             |
| （4）登美彦氏、ぶらぶらする                 | 京都を文学的に散歩する                                                               | 『小説 野性時代』2007年10月号 角川書店                                           |
| （4）登美彦氏、ぶらぶらする                 | 長い商店街を抜けるとそこは                                                           | 『月刊J-novel』2015年8月号 実業之日本社                                          |
| （4）登美彦氏、ぶらぶらする                 | 近くて遠い場所へ                                                                     | 『ひととき』2016年4月号 ウェッジ社                                               |
| （4）登美彦氏、ぶらぶらする                 | ならのほそ道                                                                         | 『小説新潮』2017年3月号 - 7月号 新潮社                                           |
| （5）登美彦氏の日常                         | 恥ずべきことは何もない                                                               | 『小説新潮』2005年2月号 新潮社                                                   |
| （5）登美彦氏の日常                         | 京都とわたし                                                                         | 朝日新聞京都版朝刊 2004年7月16日                                                 |
| （5）登美彦氏の日常                         | 四畳半でハリボテの孤高                                                               | 朝日新聞朝刊 2007年1月4日                                                        |
| （5）登美彦氏の日常                         | 茄子への開眼                                                                         | 『パンドラ』2008年WINTER 講談社                                                  |
| （5）登美彦氏の日常                         | 春眠暁日記                                                                           | 朝日新聞大阪版夕刊 2008年4月5日、12日、26日                                      |
| （5）登美彦氏の日常                         | 的を撃ちそこねた話                                                                   | 『yom yom』2009年12月号 新潮社                                                   |
| （5）登美彦氏の日常                         | 私と古事記 森を見る登美彦                                                            | 『芸術新潮』2012年6月号 新潮社                                                   |
| （5）登美彦氏の日常                         | 幻想的瞬間                                                                           | 下鴨神社 平成26年 葵祭 パンフレット 2014年3月                                    |
| （5）登美彦氏の日常                         | トイレの想い出                                                                       | 『yom yom』2015年冬号 新潮社                                                     |
| （5）登美彦氏の日常                         | 窓の灯が眩しすぎる                                                                   | 『ブレーン』2016年9月号 宣伝会議                                                 |
| （5）登美彦氏の日常                         | 記念館と走馬燈                                                                       | 『月刊J-novel』2017年4月号 実業之日本社                                          |
| （5）登美彦氏の日常                         | 森見登美彦の口福                                                                     | 『作家の口福 おかわり』朝日文庫 2016年9月 朝日新聞出版                           |
| （5）登美彦氏の日常                         | ヘンテコなシステムと遊ぶ人たち                                                       | 『ヨーロッパ企画の本 我々、こういうものです。』2016年9月 ミシマ社                |
| （6）特別書き下ろし「森見登美彦日記」を読む | （6）特別書き下ろし「森見登美彦日記」を読む                                          | 書き下ろし                                                                       |
| （7）空転小説家                             | スランプについて                                                                     | 『聯合文學』2012年 - 2014年                                                      |
| （7）空転小説家                             | 仕事にとりかかることについて                                                         | 『聯合文學』2012年 - 2014年                                                      |
| （7）空転小説家                             | 物語の始まる場所について                                                             | 『聯合文學』2012年 - 2014年                                                      |
| （7）空転小説家                             | 東日本大震災について                                                                 | 『聯合文學』2012年 - 2014年                                                      |
| （7）空転小説家                             | 作品の映像化について                                                                 | 『聯合文學』2012年 - 2014年                                                      |
| （7）空転小説家                             | 文房具について                                                                       | 『聯合文學』2012年 - 2014年                                                      |
| （7）空転小説家                             | 机上で冒険することについて                                                           | 『聯合文學』2012年 - 2014年                                                      |
| （7）空転小説家                             | 旅について                                                                           | 『聯合文學』2012年 - 2014年                                                      |
| （7）空転小説家                             | 初心について                                                                         | 『聯合文學』2012年 - 2014年                                                      |
| （7）空転小説家                             | 書けないというのはどういうことか？                                                   | 『聯合文學』2012年 - 2014年                                                      |
| （7）空転小説家                             | 仕事場について                                                                       | 『聯合文學』2012年 - 2014年                                                      |
| （7）空転小説家                             | 書き直すことについて                                                                 | 『聯合文學』2012年 - 2014年                                                      |
| （7）空転小説家                             | 時間について                                                                         | 『聯合文學』2012年 - 2014年                                                      |
| （7）空転小説家                             | 小説と剃刀について                                                                   | 『聯合文學』2012年 - 2014年                                                      |
| （7）空転小説家                             | 小説を書き終えることについて                                                         | 『聯合文學』2012年 - 2014年                                                      |
| （7）空転小説家                             | 美酒について                                                                         | 『聯合文學』2012年 - 2014年                                                      |
| （7）空転小説家                             | 花粉症について                                                                       | 『聯合文學』2012年 - 2014年                                                      |
| （7）空転小説家                             | コンセプトについて                                                                   | 『聯合文學』2012年 - 2014年                                                      |
| （7）空転小説家                             | 物語の作り方について                                                                 | 『聯合文學』2012年 - 2014年                                                      |
| （7）空転小説家                             | 龍安寺の石庭について                                                                 | 『聯合文學』2012年 - 2014年                                                      |
| （7）空転小説家                             | アニメ「有頂天家族」について                                                         | 『聯合文學』2012年 - 2014年                                                      |
| （7）空転小説家                             | 京都を書くことについて                                                               | 『聯合文學』2012年 - 2014年                                                      |
| （7）空転小説家                             | 計画的無計画について                                                                 | 『聯合文學』2012年 - 2014年                                                      |
| （7）空転小説家                             | 空転小説家                                                                           | 『聯合文學』2012年 - 2014年                                                      |